# Veronica samuelssonii
Veronica samuelssonii är en grobladsväxtart som beskrevs av Karl Heinz Rechinger. Veronica samuelssonii ingår i släktet veronikor, och familjen grobladsväxter. Inga underarter finns listade i Catalogue of Life.